# 아가보디 5세
아가보디 5세(Aggabodhi V, 672년 ~ 732년)는 8세기 시대 아누라다푸라 왕국의 람바카나 제2왕조 제2대 군주였다.

## 생애
692년, 당시 20세 시절 왕태자(皇太子)로 책봉되었으며 아직 왕태자 시절이던 708년, 당시 결혼 4년차였던 아들(자녀 1남 3녀 중 둘째이자 외동아들이며 결혼 후 슬하 1녀 둔 왕손)이 콜레라로 인하여 향년 19세로 훙서(요절)하는 슬픔을 겪은 그는, 어느덧 왕태자로 피봉된지도 34년 후 726년 10월 6일, 부왕 마나바나 군주가 향년 71세로 붕어하자 보령 54세로 보위를 승계하여 등극하였다. 그렇지만 그는 결국 후계자(後繼者)를 책립하지도 못한 채 732년에 당뇨병으로 인하여 향년 60세로 붕어(서거)하자 친아우 카샤파 왕제(王弟)가 아누라다푸라 왕국의 구세대 귀족들한테 왕위에 추대되어 보령 59세로 보위 등극하였다.

## 같이 보기
- 스리랑카의 역사